# Sidney R. Yates

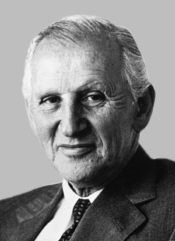
Sidney R. Yates

Sidney Richard Yates (* 27. August 1909 in Chicago, Illinois; † 5. Oktober 2000 in Washington, D.C.) war ein US-amerikanischer Politiker. Zwischen 1949 und 1963 sowie nochmals zwischen 1965 und 1999 vertrat er den Bundesstaat Illinois im US-Repräsentantenhaus.

## Werdegang
Sidney Yates besuchte bis 1928 die Lake View High School in Chicago und studierte danach bis 1931 an der University of Chicago. Nach einem anschließenden Jurastudium an derselben Universität und seiner 1933 erfolgten Zulassung als Rechtsanwalt begann er in Chicago in diesem Beruf zu arbeiten. In den 1930er Jahren war er Anwalt verschiedener staatlicher Institutionen in Illinois. Während des Zweiten Weltkrieges diente er in den Jahren 1944 bis 1946 in der US Navy. Politisch wurde er Mitglied der Demokratischen Partei.
Bei den Kongresswahlen des Jahres 1948 wurde Yates im neunten Wahlbezirk von Illinois in das US-Repräsentantenhaus in Washington, D.C. gewählt, wo er am 3. Januar 1949 die Nachfolge des Republikaners Robert Twyman antrat. Nach sechs Wiederwahlen konnte er bis zum 3. Januar 1963 sieben Legislaturperioden im Kongress absolvieren. In diese Zeit fielen der Kalte Krieg, der Koreakrieg und innenpolitisch der Beginn der Bürgerrechtsbewegung. 1962 verzichtete Yates zu Gunsten einer dann erfolglosen Bewerbung um einen Sitz im US-Senat auf eine weitere Kandidatur für das US-Repräsentantenhaus.
In den Jahren 1963 und 1964 war Yates amerikanischer Gesandter beim Treuhandsrat der Vereinten Nationen (Trusteeship Council of the United Nations). Bei den Kongresswahlen des Jahres 1964 wurde er erneut im neunten Distrikt seines Staates in den Kongress gewählt, wo er am 3. Januar 1965 sein neues Mandat antrat. Nach 16 Wiederwahlen konnte er dieses Mandat bis zum 3. Januar 1999 ausüben. In diese Zeit fielen unter anderem der Vietnamkrieg, das Ende der Bürgerrechtsbewegung und im Jahr 1974 die Watergate-Affäre.
Im Jahr 1998 verzichtete Sidney Yates auf eine weitere Kandidatur. Er starb am 5. Oktober 2000 in der Bundeshauptstadt Washington.